# Motonautisme de vitesse inshore
Pour les articles homonymes, voir Motonautisme (sport).

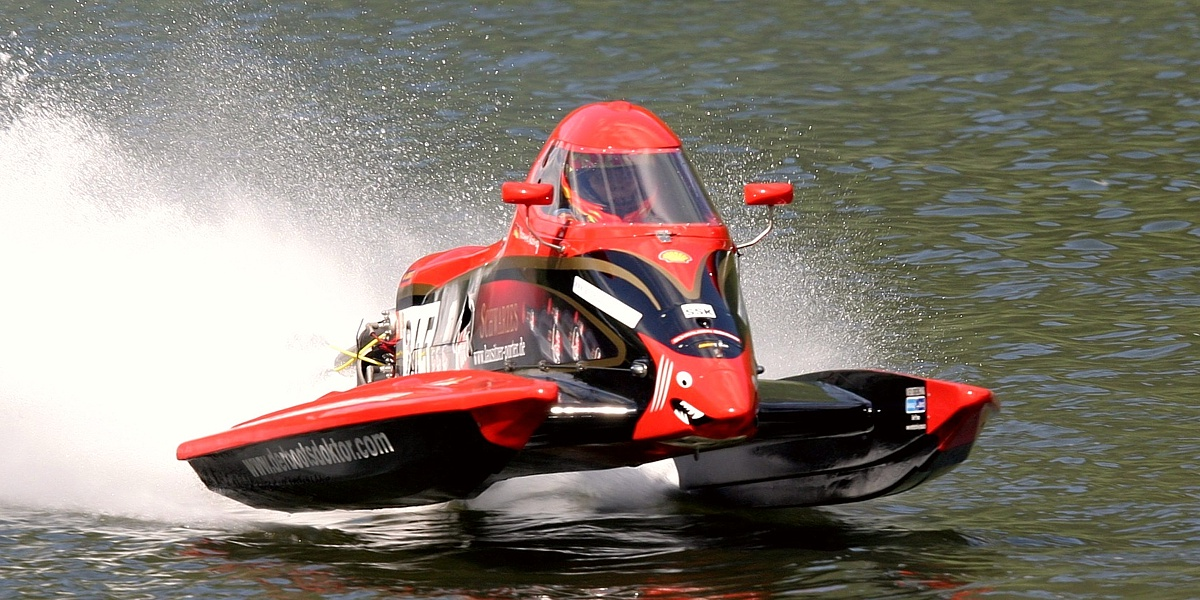
Une Formula 500 de vitesse inshore

Le motonautisme de vitesse inshore (à l'intérieur des terres) est une discipline de motonautisme. Elle se déroule sur des lacs ou des rivières.

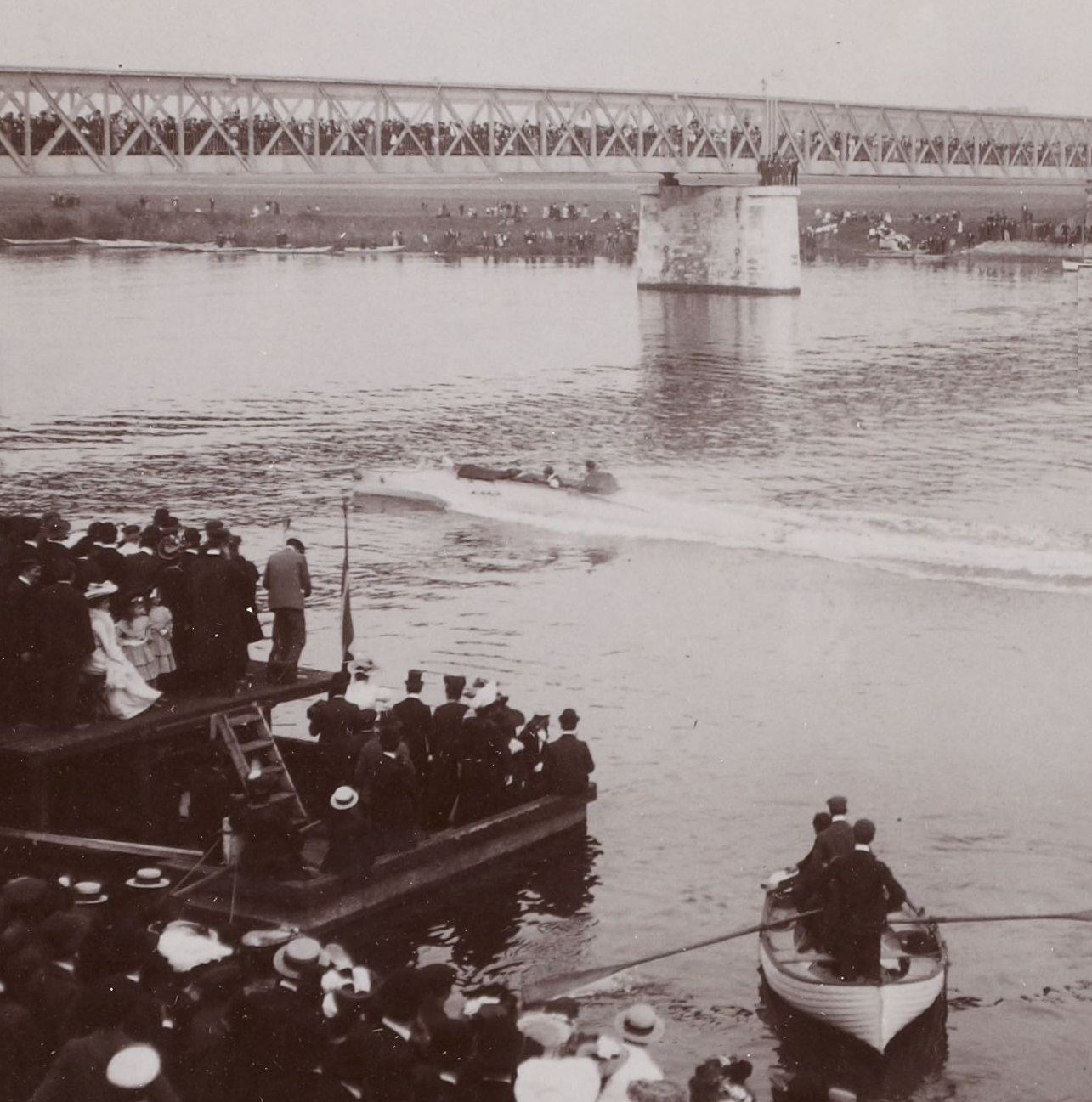
Compétition motonautique sur la Seine à Juvisy-sur-Orge, 1904, photo Jules Beau

## Histoire
Le motonautisme de vitesse inshore est une discipline assez ancienne, dont l'essor se situe avant la Seconde Guerre mondiale. Aujourd'hui, il existe plusieurs catégories que l'on peut assimiler aux catégories de sport automobile, la F1 étant la formule reine du motonautisme.
Ces catégories sont placées sous l'égide de fédérations, en France la Fédération française motonautique (FFM), l'American Power Boat Association (en) (APBA) en Amérique du Nord, et l'Union Internationale Motonautique (UIM) au niveau mondial.

## Championnat du monde de F1 motonautique
Le championnat du monde de F1 motonautique UIM a été créé en 1981. Il compte des champions comme Renato Molinari (trois fois titré), Jonathan Jones (deux fois titré), Scott Gillman (trois fois titré), Alex Carella (trois fois titré), mais surtout Guido Cappellini, dix fois champion.
La catégorie F1 fait courir des bateaux de haute technologie. Il s'agit de catamarans construits en matériaux composites (fibre de verre et résines polyester). Les constructeurs de ce type de bateaux sont, pour les plus connus, Molgaard, Blaze, Seebold, Burgess, Molinari et surtout DAC, plusieurs fois champion du monde de la discipline. 
Un bateau de ce type pèse 500 kg et est propulsé par un moteur de 2 500 cm3 développant environ 400 ch permettant des vitesses maximum de l'ordre 240 km/h. Un catamaran F1 ne touche quasiment pas l'eau lorsqu'il est lancé à grande vitesse, seule l'hélice est en contact permanent avec l'eau. 
Il existe plusieurs motoristes, mais le plus réputé est sans doute Mercury, qui rafle tous les titres depuis longtemps.